# Stamnodes lusoria
Stamnodes lusoria är en fjärilsart som beskrevs av Louis Beethoven Prout 1938. Stamnodes lusoria ingår i släktet Stamnodes och familjen mätare. Inga underarter finns listade i Catalogue of Life.